# 閉無界集
數學中，尤其是數理邏輯和集合論中，閉無界集（英語：closed and unbounded set, club set）是极限序数的一類子集，其在該極限序數的序拓撲中為閉，且相對於該極限序數為無界（見嚴格定義）。

## 嚴格定義
嚴格而言，若{\displaystyle \kappa }為極限序數，則集合{\displaystyle C\subseteq \kappa }為閉當且僅當對每個{\displaystyle \alpha <\kappa }，若{\displaystyle \sup(C\cap \alpha )=\alpha \neq 0}，則{\displaystyle \alpha \in C}。因此，若{\displaystyle C}中，某序列的極限小於{\displaystyle \kappa }，則該極限也在{\displaystyle C}中。:91
若{\displaystyle \kappa }為極限序數，且{\displaystyle C\subseteq \kappa }，則{\displaystyle C}稱為在{\displaystyle \kappa }中無界，意思是對任意{\displaystyle \alpha <\kappa }，皆有{\displaystyle \beta \in C}使{\displaystyle \alpha <\beta }。
若集合既閉又無界，則為閉無界集。有時也考慮閉的真類（由序數組成的真類必然在所有序數組成的類{\displaystyle \mathrm {On} }中無界）。
例如，所有可數極限序數構成的集合就是首個不可數序數的閉無界子集；然而，其並非任何更大的極限序數的閉無界子集，因為其既不閉，也非無界。所有極限序數{\displaystyle \alpha <\kappa }構成的集合是{\displaystyle \kappa }的閉無界子集。從另一個角度，閉無界集即是正規函數:92（即遞增且連續的函數）的值域。
更一般地可以定義何種{\displaystyle C\subseteq [X]^{\lambda }}為閉無界集。若{\displaystyle X}非空，{\displaystyle \lambda }為基數，且{\displaystyle X}中每個大小小於{\displaystyle \lambda }的子集都包含於{\displaystyle C}{\displaystyle C}的某個元素中，則{\displaystyle C}稱為閉無界集。（參見固定集）

## 閉無界濾子
設{\displaystyle \kappa }為極限序數，且其共尾性{\displaystyle \lambda }不可數。對{\displaystyle \alpha <\lambda }，設{\displaystyle \langle C_{\xi }:\xi <\alpha \rangle }為{\displaystyle \kappa }的一列閉無界子集，則{\displaystyle \bigcap _{\xi <\alpha }C_{\xi }}也是閉無界集。原因是，閉集的任意交必為閉，故只需證明該交集無界。固定任意{\displaystyle \beta _{0}<\kappa }，又對每個{\displaystyle n<\omega }，從每個{\displaystyle C_{\xi }}中，選取元素{\displaystyle \beta _{n+1}^{\xi }>\beta _{n}}（可以如此選取，因為每個{\displaystyle C_{\xi }}都無界）。由於此為少於{\displaystyle \lambda }個序數，且每個都小於{\displaystyle \kappa }，其上確界也必小於{\displaystyle \kappa }，稱其為{\displaystyle \beta _{n+1}}。如此，得到可數序列{\displaystyle \beta _{0},\beta _{1},\beta _{2},\dots }，其極限同樣會是序列{\displaystyle \beta _{0}^{\xi },\beta _{1}^{\xi },\beta _{2}^{\xi },\dots }的極限，而由於每個{\displaystyle C_{\xi }}皆為閉，且{\displaystyle \lambda }不可數，後者的極限必在{\displaystyle C_{\xi }}中，所以{\displaystyle (\beta _{n})}的極限是上述交集的元素，且大於{\displaystyle \beta _{0}}，但{\displaystyle \beta _{0}}為任意，故交集無界，即為所求證。:92
由此可見，若{\displaystyle \kappa }為正則基數，則閉無界集生成{\displaystyle \kappa }上的非主{\displaystyle \kappa }完備濾子。該濾子可以符號表示成{\displaystyle \{S\subset \kappa :\exists C\subseteq \kappa ,C\subseteq S,} 且{\displaystyle C}是{\displaystyle \kappa }中的閉無界集{\displaystyle \}}。
若{\displaystyle \kappa }為正則基數，則閉無界集關於對角交運算亦是封閉的。:92
反之，若{\displaystyle \kappa }正則，而{\displaystyle {\mathcal {F}}}為{\displaystyle \kappa }上關於對角交運算封閉的濾子，且所有形如{\displaystyle \{\xi <\kappa :\xi \geq \alpha \}}（其中{\displaystyle \alpha <\kappa }）的集合皆為{\displaystyle {\mathcal {F}}}的元素，則所有閉無界集均屬於{\displaystyle {\mathcal {F}}}。